# Mein Land
Mein Land (Duits voor Mijn Land) is een single van de Duitse band Rammstein. Het is de eerste en enige single van hun verzamelalbum Made in Germany 1995-2011 en Raritäten. De single werd op 11 november 2011 uitgebracht in Duitsland, Oostenrijk en Zwitserland, en op 14 november internationaal. De cover van het album is gebaseerd op de albumcover Surfer Girl van The Beach Boys.
De tekst is provocatief bedoeld en kritisch over de manier waarop westerse landen met immigranten omgaan, die volgens de bandleden niet welkom geheten maar buitengehouden worden. De bandleden gaven aan lang met elkaar over de tekst gediscussieerd te hebben omdat deze ook verkeerd uitgelegd kon worden. De videoclip kan geïnterpreteerd worden als parodie op de Amerikaanse culturele dominantie.
In hetzelfde jaar bracht de Duitse countryband The BossHoss een Engelstalig cover uit onder de naam My Country.

## Videoclip
De videoclip bij het nummer werd op 23 mei 2011 opgenomen toen de band tussen op tournee was en tussen twee optredens in Las Vegas en Mexico-Stad zat. De opnamen vonden plaats op Sycamore Beach in Malibu, Californië. De clip werd geregisseerd door Jonas Åkerlund En geeft een idyllisch surftafereel weer uit jaren '60 dat aan de sfeer van The Beach Boys doet denken.
De zanger Till Lindemann staat als strandwacht het strand te observeren maar heeft vooral oog voor de vrouwen. De Christian Lorenz (de toetsenist van de band) en een groep beach bunnies stappen, gekleed in strandkleding uit de jaren zestig uit een Volkswagen Samba en beginnen te dansen. Ook de andere bandleden duiken op en maken muziek tussen dansende vrouwen. Ze gaan surfen en doen zelfs aan tube riding, wat overduidelijk met chromakey-trucage gedaan is. De zanger, die door een megafoon zingt is later rennend langs het strand te zien. Tussendoor treden ze als band op, geheel in een onschuldige jaren zestig-stijl.
Tegen het einde schakelt de clip over naar 2012 en is de band op hetzelfde strand te zien, terwijl ze aan het optreden zijn. Nu zijn ze industrieel gekleed en geschminkt in de stijl van de hoofdpersoon uit de film The Crow. De sfeer is grimmiger. Overal is vuur, er zijn steekvlammen te zien en er wordt een stuk ruwer gedanst. De video werd op 11 november 2011 gelijktijdig met de single uitgebracht.

## Tracklist
Cd-single
1. "Mein Land" - 3:53
2. "Vergiss uns nicht" ("vergeet ons niet") - 4:10
3. "My Country" (The BossHoss) - 4:08
4. "Mein Land" (Mogwai Mix) - 4:30

7" vinyl
1. "Mein Land" - 3:53
2. "Vergiss uns nicht" - 4:10